# Мора (митологија)
Мора је зли дух из словенске митологије који лута ноћу, седи на грудима заспалих и сише им крв. Веровало се да постаје од женског детета рођеног у крвавој кошуљици или од девојке која се повезала с ђаволом. Појављује се и у виду различитих предмета, на пример длаке и сламке, а може се провући кроз кључаоницу.
Према веровању Мора је могла у том облику да постоји само до своје удаје, након чега би постала вештица. Мора није имала способност да убије човека, већ само да га мучи и то ноћу док та особа спава. Тако је и данас остала изрека ноћна мора кад је неко нешто лоше сањао.
Према веровању, као заштита од море, као и осталих митолошких бића су се користиле разне амајлије и предмети, а најраспрострањенији предмет за заштиту је био бели лук. У данима када се сматрало да су море и вештице најактивније људи су се мазали белим луком, нарочито деца.

## Напомена
1. ↑  Код Источих Словена, изузев у западој Белорусији и у западној Галицији, није познат лик с таквим скупом обележја, а митолошка имена која садрже коренове *мор-/*мар- означавају женске демоне друкчијих обележја, посебно кикимору.[1]